# Escrime aux Jeux olympiques d'été de 1980
Navigation
Montréal 1976 Los Angeles 1984
Cette page présente les résultats des compétitions d'escrime aux Jeux olympiques d'été de 1980.
Huit épreuves ont eu lieu.
- six chez les hommes (trois individuelles et trois par équipes)
- deux chez les femmes (fleuret individuel et par équipes)

## Tableau des médailles
| Rang  | Pays             | Médaille d'or, Jeux olympiques | Médaille d'argent, Jeux olympiques | Médaille de bronze, Jeux olympiques | Total |
| 1     | France           | 4                              | 1                                  | 1                                   | 6     |
| 2     | Union soviétique | 3                              | 3                                  | 2                                   | 8     |
| 3     | Suède            | 1                              | 0                                  | 0                                   | 1     |
| 4     | Hongrie          | 0                              | 2                                  | 3                                   | 5     |
| 5     | Pologne          | 0                              | 1                                  | 2                                   | 3     |
| 6     | Italie           | 0                              | 1                                  | 0                                   | 1     |
| Total | Total            | 8                              | 8                                  | 8                                   | 24    |

## Podiums

### Hommes
| Épreuves                                | Or                                                                                                   | Argent                                                                                                   | Bronze |
| --------------------------------------- | --- | --- | --- |
| Épée individuelle résultats détaillés   | Johan Harmenberg (SWE)                                                                               | Ernő Kolczonay (HUN)                                                                                     | Philippe Riboud (FRA)                                                                                       |
| Épée par équipes résultats détaillés    | France Philippe Riboud Patrick Picot Hubert Gardas Philippe Boisse Michel Salesse                    | Pologne Piotr Jabłkowski Andrzej Lis Leszek Swornowski Ludomir Chronowski Mariusz Strzałka               | Union soviétique Ashot Karagyan Boris Lukomskiy Aleksandr Abushakhmetov Aleksandr Mojayev Volodymyr Smyrnov |
| Fleuret individuel résultats détaillés  | Volodymyr Smyrnov (URS)                                                                              | Pascal Jolyot (FRA)                                                                                      | Aleksandr Romankov (URS)                                                                                    |
| Fleuret par équipes résultats détaillés | France Didier Flament Pascal Jolyot Bruno Boscherie Philippe Bonnin Frédéric Pietruszka              | Union soviétique Aleksandr Romankov Volodymyr Smyrnov Sabirzhan Ruziyev Ashot Karagyan Vladimir Lapitski | Pologne Adam Robak Bogusław Zych Lech Koziejowski Marian Sypniewski                                         |
| Sabre individuel résultats détaillés    | Viktor Krovopuskov (URS)                                                                             | Mikhaïl Bourtsev (URS)                                                                                   | Imre Gedővári (HUN)                                                                                         |
| Sabre par équipes résultats détaillés   | Union soviétique Mikhaïl Bourtsev Viktor Krovopuskov Viktor Sidyak Vladimir Nazlymov Nikolay Alekhin | Italie Michele Maffei Mario Montano Marco Romano Ferdinando Meglio Giovanni Scalzo                       | Hongrie Imre Gedővári Rudolf Nébald Pál Gerevich Ferenc Hammang György Nébald                               |

### Femmes

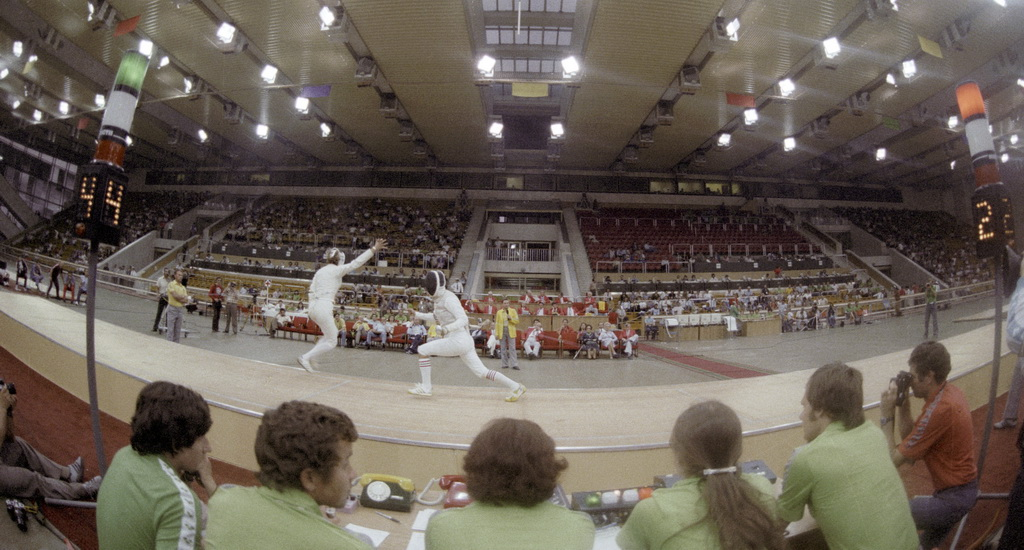
Compétition féminine de fleuret aux Jeux de Moscou

| Épreuves                                | Or                                                                                                   | Argent | Bronze                                                                                   |
| --------------------------------------- | --- | --- | ---------------------------------------------------------------------------------------- |
| Fleuret individuel résultats détaillés  | Pascale Trinquet (FRA)                                                                               | Magda Maros (HUN)                                                                                           | Barbara Wysoczańska (POL)                                                                |
| Fleuret par équipes résultats détaillés | France Brigitte Latrille-Gaudin Pascale Trinquet Isabelle Begard Véronique Brouquier Christine Muzio | Union soviétique Valentina Sidorova Nailia Giliazova Elena Novikova-Belova Irina Ushakova Larisa Tsagaraeva | Hongrie Ildikó Schwarczenberger Magda Maros Gertrúd Stefanek Zsuzsanna Szőcs Edit Kovács |